# Austrolimnophila norrisiana
Austrolimnophila norrisiana är en tvåvingeart som beskrevs av Günther Theischinger 1996. Austrolimnophila norrisiana ingår i släktet Austrolimnophila och familjen småharkrankar. Inga underarter finns listade i Catalogue of Life.